# Samedi sanglant
Samedi sanglant (chinois simplifié : 血腥的星期六 ; pinyin : Xuèxīng de xīngqíliù) est une célèbre photographie de la bataille de Shanghai montrant un bébé chinois pleurant au milieu des ruines d'une gare de Shanghai en 1937, après une attaque aérienne japonaise. Cette photographie en noir et blanc a été largement diffusée en septembre et octobre 1937.
Œuvre du photographe H. S. Wong (en) de la Hearst Corporation, ce dernier n'a pas découvert l'identité ou même le sexe de l'enfant blessé, dont la mère gisait morte à proximité. Considérée comme l'une des photographies de guerre les plus mémorables jamais publiée, l'image a suscité un élan de colère en Occident vis-à-vis de la violence japonaise en Chine.
En 2003, le magazine Life a listé le Samedi sanglant parmi les « 100 photographies qui ont changé le monde ».

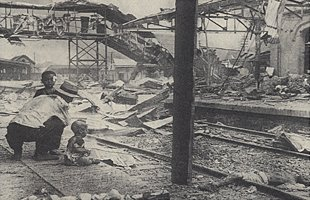
Une autre photographie de H. S. Wong parue dans le magazine Look en décembre 1937.